# Lapeer (Michigan)
Lapeer è un comune degli Stati Uniti d'America, situato nello Stato del Michigan, nella Contea di Lapeer, della quale è anche il capoluogo.